# Xã Victor, Quận Towner, Bắc Dakota
Xã Victor (tiếng Anh: Victor Township) là một xã thuộc quận Towner, tiểu bang Bắc Dakota, Hoa Kỳ. Năm 2010, dân số của xã này là 25 người.